# Nicky van 't Riet
Nicolet Gertrud (Nicky) van 't Riet (Hilversum, 23 juli 1948) is een Nederlands orthopedagoge en politica namens D66.
Van 't Riet studeerde orthopedagogiek aan de Rijksuniversiteit Utrecht. Hierna werkte ze enkele jaren als onderzoekster, alvorens in dienst te treden van het COSBO (Centraal Orgaan Samenwerkende Ouderenbonden). In 1987 werd ze gekozen als lid van de gemeenteraad van Utrecht. In 1990 werd ze er wethouder van cultuur, mediabeleid, monumenten, organisatie en emancipatie. Eind 1991 moest ze opstappen nadat een motie van wantrouwen was aangenomen omdat Van 't Riet zich verzette tegen de aanleg van een ondergrondse sneltram.
In 1994 werd ze gekozen tot lid van de Tweede Kamer. In haar eerste periode was zij woordvoerster verkeer en waterstaat. In haar tweede periode had zij defensie(materieel) en volkshuisvesting en ruimtelijke ordening in portefeuille. Ze verzette zich in 2002 tevergeefs tegen Nederlandse deelname aan de ontwikkelingsfase van de Joint Strike Fighter.
- Parlement.com: vg09llllslty